# Vermin: la plaga
Vermin: la plaga (títol original en francès, Vermines) és una pel·lícula de terror francesa dirigida per Sébastien Vaniček i estrenada el 2023. S'ha doblat i subtitulat al català.

## Sinopsi
Davant d'una invasió d'aranyes verinoses, els residents d'un edifici dels suburbis hauran de trobar la sortida per sobreviure.

## Premis i reconeixements

### Nominacions
- César 2024:[4]
  - Millors efectes visuals
  - Millor primera pel·lícula